# Zonsverduistering van 11 juli 1991

Animatie zonsverduistering
op 11 juli 1991

De totale zonsverduistering van 11 juli 1991 trok veel over zee, maar was achtereenvolgens te zien in deze tien landen: Hawaï, Mexico, Guatemala, El Salvador, Honduras, Nicaragua, Costa Rica, Panama, Colombia en Brazilië.

## Lengte

### Maximum
Het punt met maximale totaliteit lag in Mexico, in de deelstaat Nayarit vlak bij de stad Tuxpan, en duurde 6m53,0s.

### Limieten
| Fenomeen                    | Code | Tijdstip UTC |
| --------------------------- | ---- | ------------ |
| Eerste contact bijschaduw   | P1   | 16:28:46.4   |
| Eerste contact kernschaduw  | U1   | 17:21:40.7   |
| Kernschaduw compleet vanaf  | U2   | 17:24:54.6   |
| Bijschaduw compleet vanaf   | P2   | 18:17:49.3   |
| Maximum eclips              | GE   | 19:06:04.7   |
| Bijschaduw compleet t/m     | P3   | 19:54:19.7   |
| Kernschaduw compleet t/m    | U3   | 20:47:15.2   |
| Laatste contact kernschaduw | U4   | 20:50:28.2   |
| Laatste contact bijschaduw  | P4   | 21:43:23.9   |